# Le premier jour (du reste de ta vie)
Le premier jour (du reste de ta vie) is een nummer van de Franse zanger Étienne Daho uit 1998. Het verscheen als nieuw nummer op zijn verzamelalbum Singles.
Het nummer is een rustige ballad met een dromerig geluid, en een Franstalige bewerking van het Engelstalige nummer Ready or Not van Sarah Cracknell. "Le premier jour" werd een bescheiden hit in Frankrijk en Wallonië. Het bereikte de 30e positie in Frankrijk, en de 22e in Wallonië.